# Ave (subregione)
L'Ave è una subregione statistica del Portogallo, parte della regione Nord, che comprende parte del distretto di Braga e del distretto di Porto. Confina a nord col Cávado e l'Alto Trás-os-Montes, ad est e a sud con il Tâmega e ad ovest con la Grande Porto.

## Suddivisioni
Comprende 8 comuni:
- Cabeceiras de Basto
- Celorico de Basto
- Fafe
- Guimarães
- Póvoa de Lanhoso
- Vieira do Minho
- Vila Nova de Famalicão
- Vizela